# 血の日曜日事件 (1905年)

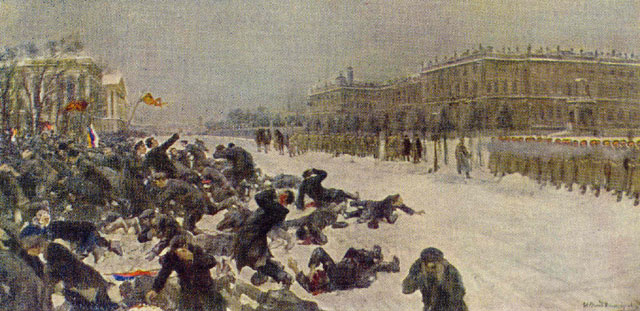
血の日曜日事件の絵画

血の日曜日事件（ちのにちようびじけん）とは、1905年1月9日（ユリウス暦。グレゴリオ暦では1月22日。以下、日付はすべてユリウス暦による）、ロシア帝国の当時の首都サンクトペテルブルクで行われた労働者による皇宮への平和的な請願行進に対し、政府当局に動員された軍隊が発砲し、多数の死傷者を出した事件。ロシア第一革命のきっかけとなった。

## 経緯

### 発端
1904年12月20日、代表的な重機械工場のプチーロフ工場でストライキが開始した。発端は4人が首になったことだった。警察のズバトフは組合を操作していた。2万人の労働者が参加する組合の代表ゲオルギー・ガポンを権力側は協力者とみなし、安心していたが、ガボンは買収されていたわけでもなく、自分には皇帝と民衆を和解させるという神聖な使命があると考えていた。ガボンは工場と交渉するが決裂し、ゼネストに訴えることを決断した。

### 1905年1月9日の請願行進

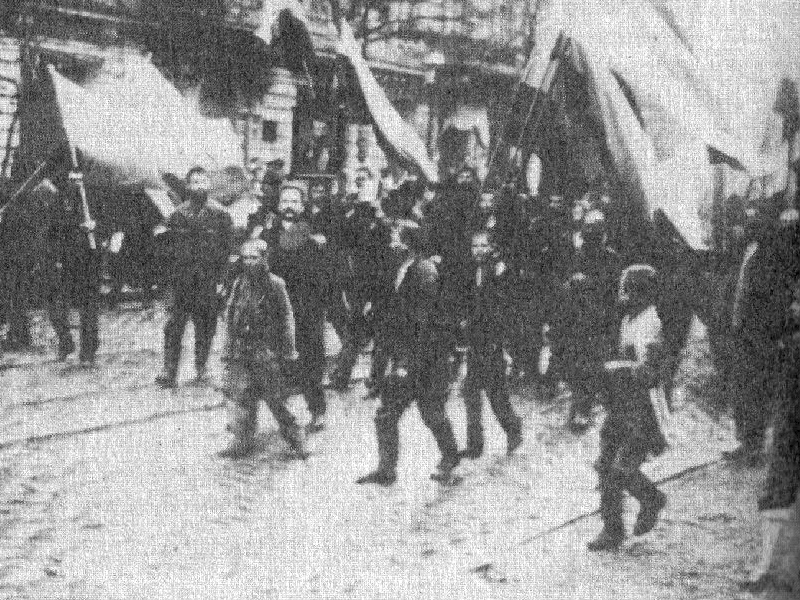
当時の行進する群集の写真

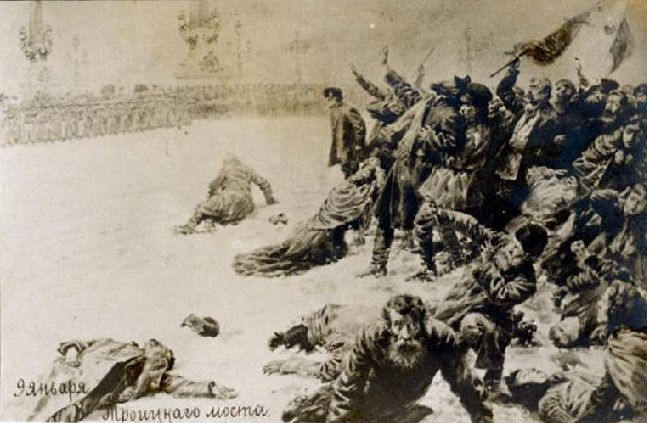
軍隊に銃撃されている群衆を描いた絵画

1905年1月膠着していたため、スト参加者は皇帝に解決を依頼しようとした。
1905年1月9日は日曜日で、請願行進はガポン神父が計画したものだった。ガポンは教会司祭であり、独自の労働者組織を設立した人物である。ガポンは警察当局の幹部セルゲイ・ズバートフとも接触していたが、これは必ずしもガポンが当局の工作員であったことを意味せず、労働者運動の便宜を得るためであったと考えられている。
請願の内容は、憲法制定会議の召集、労働者の諸権利の保障、敗北を重ねつつあった日露戦争の中止、各種の自由権の確立などで、搾取・貧困・戦争に喘いでいた当時のロシア民衆の素朴な要求を代弁したものだった。
当時のロシア民衆は、ロシア正教会の影響の下、皇帝崇拝の観念をもっていた。これは、皇帝の権力は王権神授によるものであり、またロシア皇帝は東ローマ帝国を受け継ぐキリスト教（正教会）の守護者であるという思想である。このため民衆は皇帝ニコライ2世への直訴によって情勢が改善されると信じていた。
行進に先立って挙行されたストライキへの参加者は、サンクトペテルブルクの全労働者18万人中、10万5千人に及んだと言われ、行進参加者は6万人ほどに達した。しかし、当時皇帝は、ガボンを12万人の民衆を扇動する危険な社会主義者とみていた

### 武力鎮圧
ガボンは、デモの情報を官憲に提出していたため、行進は平和的に行われていた。デモ隊は請願を受け取られたと思い込んでいたために警察の警告や解散命令を無視して前進していた。警備部隊は、デモ隊が警告を無視したために発砲し、死傷者は数百人にのぼった。当局は軍隊を動員してデモ隊を中心街へ入れない方針であったが、余りの人数の多さに成功せず、軍隊は各地で非武装のデモ隊に発砲した。
ガポンが事件以前から組織していた労働者の集会は即日解散させられ、ガポンは直ちにロシアを離れた。ガボンは「神もツァーリもない」と総括した。ガポンは同年10月に帰国したが、翌1906年4月に社会革命党によって暗殺された。

## 犠牲者
この事件による死者数は不明である。帝政当局は死者96人、負傷者333人と記録した。別の公式推定では132人が死亡したとされている。
反政府運動側は4,000人以上の死者が出たと主張している。別の推計では、パニックの中で銃撃や踏みつけに遭い、死傷者は1,000人程度とされている。レフ・トロツキーは正確な数字は示していないが、数百人が殺害され、その多くが当局によって密かに埋葬されたと主張した。
ニコライ2世はこの日を「痛ましく悲しい」と記録した。
事件について街中に広まると、混乱と略奪が勃発した。ガポンの組織はその日のうちに解散となり、ガポンは作家マクシム・ゴーリキーの助けを借りて急いでロシアを去った.。

## 事件後
この事件の結果、皇帝崇拝の幻想は打ち砕かれ、全国規模の反政府運動がこの年勃発した（ロシア第一革命）。事件の話はモスクワ市内に速やかに広まり、市内各所で暴動と略奪が行われた。人民にとって帝政政府は永遠に断罪されるべきものとうつった。(日露戦争での)敗戦とおなじように皇帝が臣民の命をないがしろにしているとみなされた。皇帝と人民の誤解はさらに大きくなる。皇帝は、事件は権力が弱すぎたために起きたと判断して治安を強化する一方で、民衆は闘争に火がつき、首都から地方、農村まで騒擾がひろがった。2月4日にはアレクサンドル2世の五男セルゲイ・アレクサンドロヴィチロシア大公が社会革命党の学生によって暗殺された。
事件後、ストライキ運動が全国に広がった。モスクワ、ワルシャワ(いまのポーランド首都)、リガ(いまのラトビア首都)、いまのリトアニアの首都ヴィリニュスやコヴノ、レバル(いまのエストニア首都)、いまのジョージアの首都ティフリスやバトゥム、いまのアゼルバイジャン首都のバクーなどの場所でストがおこり、1905年1月には約414,000人が参加した。
ニコライ2世はドゥーマ（下院）を開いて民衆の懐柔を試みたが、1905年末には拡大を続けるストライキ運動を鎮圧するため強権を用いた。1905年10月から1906年4月の間に、推定1万5千人の農民と労働者が処刑され、2万人が負傷し、4万5千人が国外追放された。
血の日曜日事件によって、ロシアの農民と労働者の態度が劇的に変化した。かつて皇帝は民衆の擁護者とみなされており、危機的状況においては、民衆は嘆願書で皇帝に訴え、皇帝は民衆に応えて事態を正すことを約束した。下層階級が直面する問題は、ロシアの伝統的貴族ボヤールによって調整され、下層階級は皇帝を信頼していた。しかし、血の日曜日事件以降、皇帝はもはや官僚と区別されなくなり、悲劇の責任を個人的に問われるようになった。
皇帝は軍に発砲命令も出していなかったにもかかわらず、この危機への対応の冷淡さは広く非難された。デモ隊にとって、皇帝が宮殿広場まで馬で出迎えに来ることを期待するのは非現実的だったが、少なくとも一部の助言に反して皇帝が街に姿を現さなかったことは、後に彼が示すことになる想像力と洞察力の欠如を物語っている。皇帝を「小さな父」と慕っていた人民を殺害したことは、皇帝とその政治体制に対する激しい憤りを招いた。当時流行した言葉は、「もはや我々に皇帝はいない」というものだった。